# Cactus Jack
Cactus Jack (també coneguda com The Villain) és una pel·lícula estatunidenca de Hal Needham estrenada el 1979, protagonitzada per Kirk Douglas, Arnold Schwarzenegger, Ann-Margret, Paul Lynde, Foster Brooks, Strother Martin, Ruth Buzzi, Jack Elam, i Mel Tillis. i doblada al català.

## Argument
Una dona, "Charming Jones" (Ann-Margret) està sent escortada a ciutat per un cowboy, "Handsome Stranger" (Schwarzenegger). Charming està viatjant a la ciutat per reclamar diners que li ha deixat el seu pare, Parody Jones (Martin). Però l'home que havia de lliurar els diners a Charming, Avery Simpson, (Elam), té altres projectes i vol recuperar els diners. Contracta un vell cowboy, " Cactus Jack" (Douglas) per robar-los després que marxin de la ciutat. Però Cactus Jack no és el més dotat dels lladres...
En essència, el viatge de tornada amb els diners és un remake dels dibuixos animats de Looney Tunes, especialment el Road-Runner, amb Jack que interpreta Wile E. Coyote. La trama té un final de sorpresa, quan Charming escull Cactus Jack per sobre de Handsome Stranger.

## Repartiment
- Kirk Douglas: Cactus Jack
- Ann-Margret: Miss Charming Jones
- Arnold Schwarzenegger: Benparit Foraster
- Paul Lynde: Elan Nerveux
- Strother Martin: Parody Jones

## Rebuda
La crítica contemporània va deixar prou malalment la pel·lícula. Janet Maslin escrivia al New York Times, que la pel·lícula és tant estúpida com interminable. Criticava Arnold Schwarzenegger, ja que és una càrrega pel film més forta del que pot aguantar. Tanmateix lloava Kirk Douglas llavors amb 62 anys.